# Патрский карнавал
Па́трский карнава́л — крупнейшее культурное событие Греции и один из крупнейших карнавалов в мире. Насчитывает 160 лет истории. Празднования начинаются 17 января и длятся до наступления Чистого понедельника. Во время карнавала в Патрах проходят не только запланированные мероприятия, но и множество спонтанных танцев, шествий, гуляний. Заканчивается карнавал праздником Апокриес, с парадом экипажей. В завершение проходит ритуал сжигания короля карнавала в порту Патр.

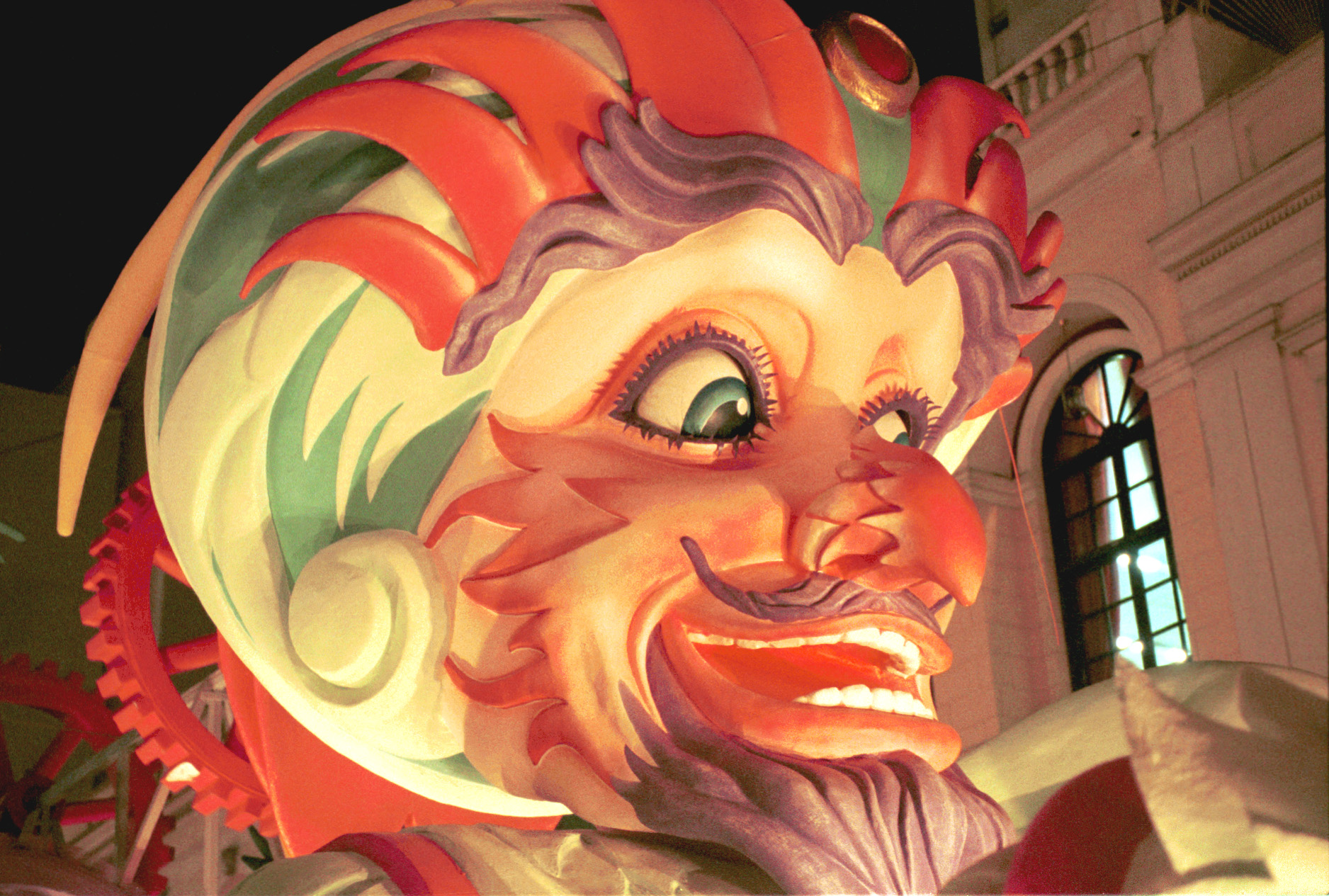
Король карнавала 2003

## История
Патрский карнавал, как и большинство карнавальных событий в Средиземноморьи и на Балканах, связанный с древними языческими ритуалами, например, с Дионисом. В соответствии с этими традициями, в середине зимы проводятся особые ритуалы богослужения для скорейшего наступления весны. Начало Патрскому карнавалу в его современной форме дал бал, проведенный в резиденции купца Моэтиса в 1829 году. Французские войска генерала Мезона, размещенные в городе после его освобождения от турок, внесли свою культуру и традиции в проведение карнавала. На протяжении XIX века жители прибывшие из недавно присоединенных ионических остовов, которые стали частью Греции в 1869 году, также повлияли на характер празднований — творчеством и чувством веселья, которые были частью их региональной культуры и музыки. Позже, как следствие процветание города в конце 19-го века карнавальные праздники приобретают более регулярный характер. Географическое расположение города и развитие порта обеспечило постоянную связь с Италией и Западной Европой. Их большие карнавалы и особенно венецианский карнавал, влияли на формирование праздников в Греции, предавая карнавалу западные черты. Первые карнавальные платформы (корабли) появились в 1870-х годах. В то время платформы создавались по инициативе населения. Только позже муниципалитет Патры. В 1872 году, при участии богатых купцов, Эрнстом Циллером был построен знаменитый театр Аполлона.
Как отмечает историк карнавала Никос Политис, в Прекрасную эпоху в 1900,1907,1909 годах, в праздновании впервые приняли участие люди всех социальных классов и происхождения. Этот период также породил привычку войны яйцами. Хотя этот обычай исчез, но он считается предшественником шоколадной войны, которая все еще сохраняется.
События следующего десятилетия не были благоприятными для карнавала: непрекращающиеся войны и конфликты(Балканские войны ,Первая мировая война, Греко-турецкая война) принесли городу экономический кризис и запустение В начале 50-х годов делаются первые шаги для возрождении карнавала. В возрождении карнавала берут активное участие музыкальные группы «Орфей» и «Patraiki' Mantolinata». С того времени количество участвующих в карнавале росло из года в год; в карнавале принимают участие большое количество жителей и туристов, которые специально приезжают на праздник.